# Wyoming (schooner)
Pour les articles homonymes, voir Wyoming (homonymie).
Le Wyoming est une goélette à six-mâts (six-masted schooner en anglais), à coque bois, construit dans le chantier naval Percy & Small de Bath dans l'état du Maine dans le nord-est des États-Unis, pour l'armement de cette même société de transport maritime.
Il est lancé le 15 décembre 1909 et le dernier à être construit dans le début du XXe siècle. La taille de sa coque en bois supportant mal la haute mer, il ne fait que de la navigation côtière. 
Il fait naufrage le 11 mars 1924 au large de Chatham, proche de l'île de Nantucket lors d'une nor'easter, tempête typique de la côte nord-est américaine. Tout son équipage périt. 

## Histoire
Le Wyoming fut l'un des plus longs bateaux en bois du monde. Il fut baptisé du nom de l'état du Wyoming car son gouverneur, Bryant Butler Brooks, fut l'un des investisseurs dans ce navire qui  coûta 75 000 dollars de l'époque. Un autre bateau du même chantier portera même son nom, le Governor Brooks construit en 1907.
Il fit son voyage inaugural à Newport News (Virginie). À cause de sa grande longueur et de sa construction en bois, il fut soumis aux contraintes de la mer et subit torsions et déformations qui le limitèrent à la seule navigation côtière.
En 1911, il passa aux mains d'une autre compagnie maritime, JS Winslow & Co. de Portland (Maine).
En 1917, il fut vendu à la firme France et Canada Steamship Co. de Montréal (Canada) (port d'attache : New York, États-Unis).
En 1921, il revint à la A.W. Frost & Co. de Portland.
En mars 1924, après avoir livré une cargaison de charbon à Norfolk en Virginie, le Wyoming quitta le port et, voulant échapper à une nor'easter, il fit naufrage au large de Nantucket ; les 14 membres de son équipage périrent.
Son épave fut retrouvée en 2003 près de Monomoy Island (en) par l'American Underwater Search and Survey Ltd,.

## Caractéristiques
- Nombre de ponts : 2
- Début de construction : 5 avril 1909
- Figure de proue : aucune
- Hauteur de mât: 54 m
- Capacité de fret : 6 000 tonnes
- Auxiliaire de propulsion : aucune
- Autre machinerie : machine à vapeur de manutention et treuil guindeau
- Particularités : générateur électrique et téléphone de bord